# Holzlucken (Harsdorf)
Holzlucken (oberfränkisch: Hulzlung) ist ein Gemeindeteil der Gemeinde Harsdorf im Landkreis Kulmbach (Oberfranken, Bayern). Holzlucken liegt in der Gemarkung Harsdorf.

## Geographie
Die Einöde befindet sich am Rande einer Anhöhe, die zum Obermainischen Hügelland zählt, südlich des Trebgaster Forstes. Östlich von Holzlucken gibt es einen Baum, der als Naturdenkmal geschützt ist. Ein Anliegerweg führt nach Oberlaitsch (0,4 km nordöstlich).

## Geschichte
Das Einzelanwesen wurde 1723 von Johannes Wöhner erbaut. Holzlucken wurde 1740 erstmals schriftlich erwähnt. Der Ortsname bedeutet Waldlücke.
Gegen Ende des 18. Jahrhunderts bestand Holzlucken aus einem Anwesen. Das Hochgericht übte das bayreuthische Stadtvogteiamt Kulmbach aus. Das Kastenamt Kulmbach war Grundherr des Gütleins.
Von 1797 bis 1810 unterstand der Ort dem Justiz- und Kammeramt Kulmbach. Mit dem Gemeindeedikt wurde Holzlucken dem 1811 gebildeten Steuerdistrikt Harsdorf und der 1812 gebildeten gleichnamigen Ruralgemeinde zugewiesen.
Seit Dezember 2022 entsteht durch neue Eigentümer das "Gestüt Gut Seyerhof". "Seyerhof" wurde abgeleitet vom früheren Oberlaitscher Ortsteil "Seyerhaus". Im November 1956 wurde dieser Name gelöscht und die damaligen vier Häuser nach Oberlaitsch eingemeindet.

### Einwohnerentwicklung
| Jahr      | 001809 | 001818 | 001861 | 001871 | 001885 | 001900 | 001925 | 001950 | 001961 | 001970 | 001987 | 2023  |
| Einwohner | 5      | 5      | 6      | 7      | 10     | 4      | 6      | 5      | 5      | 4      | 3      | 2     |
| Häuser    |        | 1      |        |        | 1      | 1      | 1      | 1      | 1      |        | 1      | 1     |
| Quelle    | [ 11 ] | [ 8 ]  | [ 12 ] | [ 13 ] | [ 14 ] | [ 15 ] | [ 16 ] | [ 17 ] | [ 18 ] | [ 19 ] | [ 20 ] | [ 1 ] |

## Religion
Holzlucken ist evangelisch-lutherisch geprägt und nach St. Martin (Harsdorf) gepfarrt.